# Estádio Nacional Rod Carew
O Estádio Nacional Rod Carew (em castelhano: Estadio Nacional Rod Carew) é um estádio multiuso localizado na Cidade do Panamá, capital do Panamá. Inaugurado em 31 de julho de 1999, é utilizado principalmente em competições nacionais e continentais de basebol dos clubes locais e da Seleção Panamenha de Basebol, embora também abrigue esporadicamente competições de futebol e de rugby. Sua capacidade máxima é de 27 000 espectadores.